# Port de Ripetta
Le port de Ripetta, en italien : Porto di Ripetta ou Porto Clementino, était un port fluvial de Rome, situé sur la rive ouest  du Tibre, face à l'église San Girolamo dei Croati (en français : Saint-Jérôme des Croates).

## Histoire
Au XIVe siècle, en face de l'église San Rocco all'Augusteo, il existe un petit port rudimentaire, utilisé pour le déchargement du bois, du charbon et du vin. Au début du XVIIe siècle, le pape Clément XI approuve le projet de construction d'un nouveau port, monumental, avec des quais, escaliers et chantiers. Sa conception est confiée à Alessandro Specchi, qui est assisté de Carlo Fontana. Les travaux pour la construction comprennent les spolia du Colisée. Le port est  inauguré le 16 août 1704.
La construction est un exemple de l'architecture du baroque tardif et est caractérisée par deux grands escaliers courbes, qui relient les quais au niveau de la rue. Le centre est ouvert en hémicycle, où se trouve une fontaine qui sert aux animaux utilisés pour le transport de marchandises. Sur les côtés de l'hémicycle s'élèvent deux colonnes, qui indiquent le niveau atteint par les inondations du Tibre.
Au fil du temps, le port se dégrade rapidement et, à la suite de l'annexion de Rome par le royaume d'Italie, sa démolition est décrétée pour permettre la construction des digues, le long du Tibre.
Le port a été répliqué plus au nord de son emplacement d'origine. Il est nommé d'après Francesco de Pinedo qui s'est posé sur le Tibre dans un petit hydravion, après un vol longue distance. Une sorte d'obélisque, en bronze, est érigée en 1974, à l'endroit où, en 1924, le député Giacomo Matteotti, est enlevé et assassiné par des partisans fascistes.

## Galerie

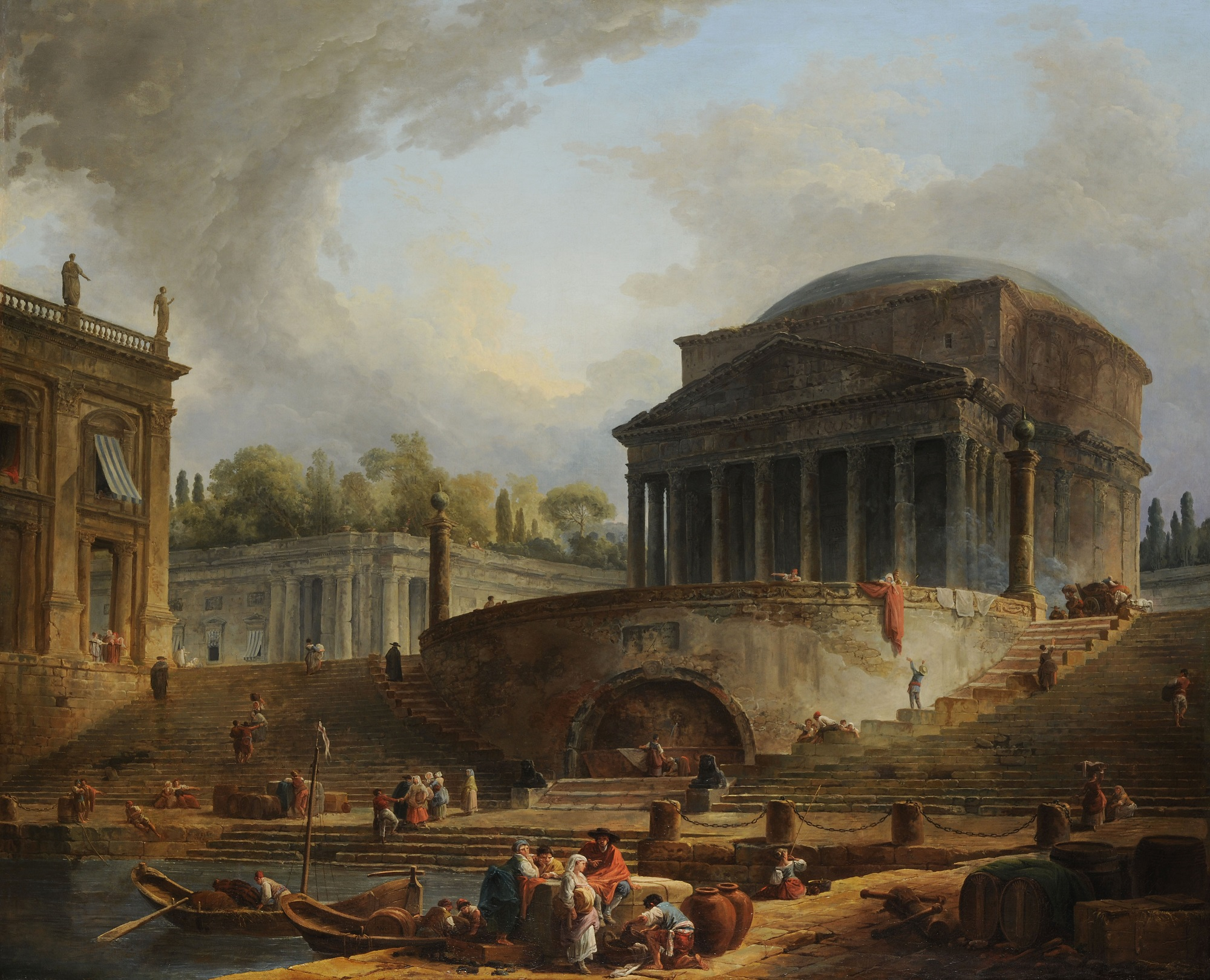
Vue du Port de Ripetta (Hubert Robert).
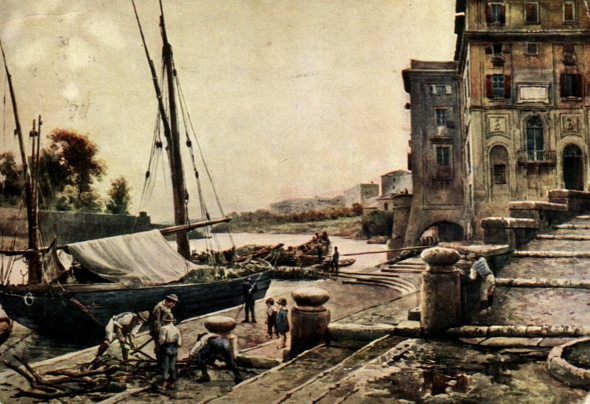
Port de Ripetta (Franz Roesler).
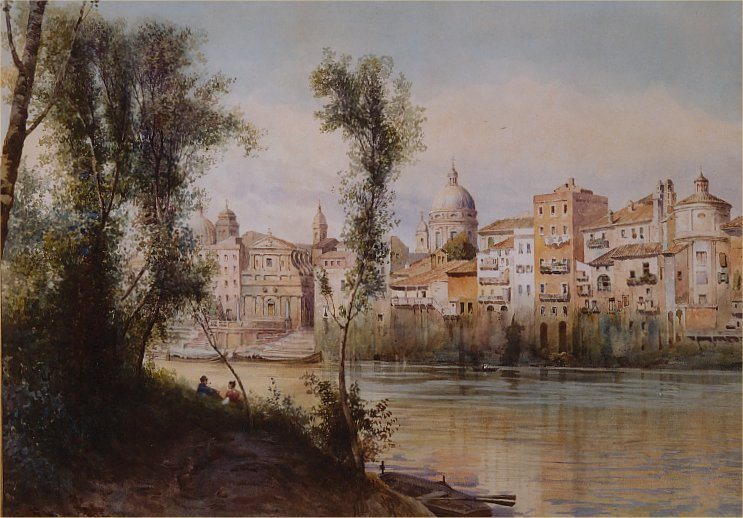
Port de Ripetta et Mont Brianzo (Franz Roesler)

### Source de la traduction
- (it) Cet article est partiellement ou en totalité issu de l’article de Wikipédia en italien intitulé « Porto di Ripetta » (voir la liste des auteurs).